# Самбука-ди-Сицилия
Самбука-ди-Сицилия (итал. Sambuca di Sicilia) — коммуна в Италии, располагается в регионе Сицилия, подчиняется административному центру Агридженто.
Население составляет 6159 человек, плотность населения составляет 65 чел./км². Занимает площадь 95 км². Почтовый индекс — 92017. Телефонный код — 0925.
Покровителем коммуны почитается святой Георгий. Праздник ежегодно празднуется 23 апреля.